# اتحادیه سوسیال-مسیحی بایرن
اتحادیه سوسیال مسیحی بایرن (به آلمانی: Christlich-Soziale Union in Bayern) حزبی در آلمان است که در سال ۱۹۴۵ در ایالت بایرن آلمان با مرکزیت مونیخ تأسیس شده و تنها در همین ایالت فعالیت می‌کند. این حزب در پارلمان فدرال آلمان، بوندستاگ، همراه با حزب همپیمان خود اتحادیه دموکرات مسیحی آلمان فراکسیون مشترکی را تأسیس کرده‌اند و در امور فدرال به شکل مشترک فعالیت می‌کنند. از اینرو اتحادیه دموکرات مسیحی آلمان در ایالت بایرن فعالیت حزبی ندارد. این حزب در قالب فراکسیون مشترک از سال ۲۰۰۵ با حضور حزب سوسیال دمکرات آلمان و از سال ۲۰۰۹ با حضور حزب دمکرات آزاد آلمان با سه وزیر فدرال در دولت ائتلافی آلمان حضور دارد. از سال ۱۹۵۷ تاکنون پست نخست وزیری ایالت بایرن همیشه در اختیار این حزب بوده‌است. ریاست این حزب و نخست وزیری ایالت بایرن از اکتبر ۲۰۰۸ بر عهدهٔ هورست زیهوفر است.